# Roccabianca
Roccabianca är en ort och kommun i provinsen Parma i regionen Emilia-Romagna i Italien. Kommunen hade 2 934 invånare (2018).